# 幡瀬川邦七郎
幡瀬川 邦七郎（はたせがわ くにしちろう、1905年6月1日 - 1974年5月12日）は、秋田県雄勝郡幡野村（現：秋田県湯沢市）出身で伊勢ヶ濱部屋（入門時は楯山部屋）に所属した大相撲力士。本名は大野 邦七郎（おおの くにしちろう）（旧姓：佐藤）。最高位は東関脇。

## 来歴

### 怪童、入門
1905年6月1日に秋田県雄勝郡幡野村（現：秋田県湯沢市）で小作農家を営む家に生まれる。子供の時から骨太の体格で、運動神経が良いために動きも俊敏で度胸があり、幡野小学校で相撲を取り始めた。県内の小学校対抗試合でも高等科の生徒を向こうに回して圧勝したが、負けず嫌いの性格だったために決勝戦で敗れると悔しさのあまり泣くほどだった。小兵ながら宮相撲で圧倒的な強さを誇っており、家業でも大人顔負けの作業量を引き受けて周囲を驚かせた。やがて、米の納入先である酒屋「両関」に出入りした際に米商人から力士転向を勧められ、同郷の清瀬川敬之助がいる楯山部屋へ入門した。四股名は故郷・秋田県幡野村と「清瀬川」に因んで命名した。
1922年5月場所で初土俵を踏み、負け越しが一度も無いままで1926年5月場所で新十両昇進、1928年3月場所で新入幕を果たした。これによって、実質的な師匠でありながら現役であった清瀬川と同時に幕内を務める快挙を成し遂げた。その後、清瀬川の引退・伊勢ヶ濱襲名によって所属が伊勢ヶ濱部屋へ変更されている。

### 関脇昇進～新・相撲の神様
体重が僅か80kg台の軽量であり、また腰が小さく非力だったが、肩幅が広いために柔軟な体格で幕内上位で活躍した。当初は掛け投げを得意としていたが、序二段時代に足を負傷したことで平蜘蛛仕切りで立ち、肘と手首を用いて外へ突き上げるように突っ張り、いなしなどを交えて相手を左右に揺さぶってから千変万化の取り口を見せた。特に出し投げからの小股掬いの切れ味は抜群で、十分に警戒していてもいつ技を仕掛けられたのか判らないほどに鮮やかだった。
これによって「相撲の神様」の異名を得て男女ノ川登三には大関時代に3連勝（通算3勝3敗）と強豪キラーぶりを発揮した。特に、新しい「相撲の神様」誕生のきっかけとなった大ノ里萬助戦では通算6勝3敗と大きく勝ち越しており、大勝ちこそ無かったものの上位陣を苦しめ、1932年2月場所では春秋園事件後の繰り上げもあって関脇へ昇進した。元々稽古熱心でありながら心臓病を患って以降は四股すら踏まず、いつも本場所の一番相撲に懸けていたが、それでも勝利したことで「神様」の名を高めたとも言える。

### 引退～晩年
1940年1月場所で3勝12敗と大きく負け越したことで体力の限界を感じ、この場所を最後に現役を引退、年寄・千賀ノ浦を襲名、のちに楯山として後進の指導にあたった。現役時代に技能派力士として活躍した経験を踏まえて、伊勢ヶ濱部屋の隆盛に尽くした。特に同郷出身である照國萬藏は一旦人員整理されて泣きながら帰郷している所を助けた縁で育成し、「照國は私の最高の芸術作品だ」と自慢していた。なお、照國が大関へ昇進した1942年に養子縁組をしているが、照國自身が清瀬川の縁戚に当たることから、清瀬川は激怒したという。
1968年1月には停年退職を待たずに廃業し、相撲評論家「魚雷亭主人」というペンネームにて辛口の批評で知られた。特に、当時大人気だった大鵬幸喜の横綱土俵入りの形に注文を付けて前傾姿勢を批判したが、それが大鵬の相撲の強さに繋がっていることも同時に指摘した。1974年5月12日、食道がんのため神奈川県大磯町で死去。68歳没。墓所は東京都杉並区永福の築地本願寺和田堀廟所。

## 人物
小兵で軽量ながら持ち前の柔軟さで、外へ突き上げるような突っ張りから千変万化の取り口を見せる技能派力士。朗らかな性格で口数が多く、解説者・評論家としても独自の技術論で解説や評論を行っていた。
笠置山によれば「必ず相手の欠点を突いてきた。あらゆる人の欠点を全部知っていて、一人ひとりに対して作戦を立てていた」とのこと。
仕事がない日などは、洋服を着て銀座のカフェやダンスホールへ出かけていた。

## 主な成績
- 通算成績：236勝225敗14休　勝率.512
- 幕内成績：174勝201敗11休　勝率.464
- 現役在位：49場所（1932年1月を含む）
- 幕内在位：35場所（1932年1月を含む）
- 三役在位：10場所（関脇5場所、小結5場所＝1932年1月を含む）

  - 各段優勝：十両優勝2回 (1927年5月場所、1927年10月場所)

### 場所別成績
| 1922年 （大正11年） | x                        | x                 | （前相撲）           | x                   |
| 1923年 （大正12年） | （前相撲）               | x                 | 西序ノ口18枚目 5–1   | x                   |
| 1924年 （大正13年） | 東序二段17枚目 2–1       | x                 | 東三段目40枚目 5–1   | x                   |
| 1925年 （大正14年） | 西三段目7枚目 5–1        | x                 | 西幕下23枚目 5–1     | x                   |
| 1926年 （大正15年） | 西幕下4枚目 5–1          | x                 | 西十両7枚目 4–2      | x                   |
| 1927年 （昭和2年） | 西十両3枚目 2–6          | 西十両3枚目 7–4   | 東十両8枚目 優勝 6–0 | 東十両筆頭 優勝 9–2 |
| 1928年 （昭和3年） | 西十両筆頭 7–4           | 東前頭10枚目 7–4  | 東前頭13枚目 6–3–2   | 東前頭13枚目 7–4    |
| 1929年 （昭和4年） | 西前頭3枚目 4–7          | 西前頭3枚目 2–5–4 | 西前頭9枚目 6–5      | 西前頭9枚目 7–4     |
| 1930年 （昭和5年） | 西前頭2枚目 5–6          | 西前頭2枚目 2–9   | 東前頭10枚目 6–5     | 東前頭10枚目 6–5    |
| 1931年 （昭和6年） | 東前頭4枚目 8–3          | 東前頭4枚目 6–5   | 西小結 8–3           | 西小結 4–7          |
| 1932年 （昭和7年） | 東関脇 3–5               | 東関脇 5–5        | 西関脇 5–6           | 西関脇 5–6          |
| 1933年 （昭和8年） | 西小結 3–8               | x                 | 東前頭4枚目 6–5      | x                   |
| 1934年 （昭和9年） | 東前頭筆頭 8–3           | x                 | 西関脇 4–7           | x                   |
| 1935年 （昭和10年） | 東前頭3枚目 7–4          | x                 | 東小結 2–9           | x                   |
| 1936年 （昭和11年） | 西前頭6枚目 3–8          | x                 | 西前頭14枚目 8–3     | x                   |
| 1937年 （昭和12年） | 西前頭3枚目 3–8          | x                 | 西前頭8枚目 5–5–3    | x                   |
| 1938年 （昭和13年） | 西前頭10枚目 8–5         | x                 | 東前頭3枚目 2–11     | x                   |
| 1939年 （昭和14年） | 東前頭11枚目 4–9         | x                 | 西前頭16枚目 6–7–2   | x                   |
| 1940年 （昭和15年） | 東前頭17枚目 引退 3–12–0 | x                 | x                    | x                   |
| 各欄の数字は、「勝ち-負け-休場」を示す。 優勝 引退 休場 十両 幕下 三賞：敢=敢闘賞、殊=殊勲賞、技=技能賞 その他：★=金星 番付階級：幕内 - 十両 - 幕下 - 三段目 - 序二段 - 序ノ口 幕内序列：横綱 - 大関 - 関脇 - 小結 - 前頭（「#数字」は各位内の序列） |                          |                   |                      |                     |

- 1932年1月は東小結

## 幕内対戦成績
| 力士名   | 勝数 | 負数 | 力士名   | 勝数 | 負数 | 力士名   | 勝数 | 負数 | 力士名   | 勝数 | 負数 |
| -------- | ---- | ---- | -------- | ---- | ---- | -------- | ---- | ---- | -------- | ---- | ---- |
| 青葉山   | 1    | 0    | 安藝ノ海 | 1    | 1    | 旭川     | 1    | 1    | 綾川     | 5    | 6    |
| 綾錦     | 0    | 1    | 綾ノ浪   | 1    | 1    | 綾昇     | 2    | 3    | 綾若     | 3    | 2    |
| 荒熊     | 2    | 0    | 伊勢ノ濱 | 1    | 1    | 一渡     | 1    | 1    | 五ツ嶋   | 0    | 3    |
| 射水川   | 1    | 0    | 大潮     | 4    | 2    | 大嶋     | 2    | 0    | 大ノ里   | 6    | 3    |
| 沖ツ海   | 2    | 4    | 開月     | 0    | 1    | 海光山   | 0    | 1    | 鏡岩     | 5    | 5    |
| 笠置山   | 0    | 3    | 金湊     | 1    | 1    | 九州山   | 1    | 2    | 錦華山   | 1    | 0    |
| 錦城山   | 1    | 0    | 古賀ノ浦 | 0    | 4    | 小嶋川   | 1    | 0    | 駒ノ里   | 1    | 1    |
| 相模川   | 1    | 0    | 櫻錦     | 1    | 0    | 四海波   | 0    | 1    | 信夫山   | 2    | 7(1) |
| 清水川   | 4    | 7    | 鯱ノ里   | 3    | 0    | 白岩     | 1    | 1    | 新海     | 8    | 9    |
| 神東山   | 2    | 1    | 外ヶ濱   | 5    | 0    | 大邱山   | 5    | 8    | 高登     | 3    | 5    |
| 寳川     | 1    | 0    | 太刀若   | 1    | 0    | 楯甲     | 2    | 1    | 玉碇     | 7    | 4    |
| 玉錦     | 1    | 16   | 太郎山   | 2    | 0    | 銚子灘   | 1    | 0    | 筑波嶺   | 2    | 0    |
| 常ノ花   | 0    | 3    | 鶴ヶ嶺   | 1    | 1    | 出羽ヶ嶽 | 3    | 2    | 出羽ノ花 | 3    | 3    |
| 出羽湊   | 1    | 2    | 天竜     | 5    | 3    | 巴潟     | 1    | 3(1) | 名寄岩   | 0    | 2(1) |
| 能代潟   | 4    | 3    | 羽黒山   | 0    | 2    | 磐石     | 0    | 2    | 肥州山   | 4    | 1    |
| 常陸岩   | 3    | 1    | 常陸嶋   | 2    | 2    | 常陸嶽   | 2    | 1    | 冨士ヶ嶽 | 0    | 1    |
| 藤ノ里   | 1    | 4    | 双葉山   | 2    | 2    | 防長山   | 0    | 1    | 前田山   | 0    | 1    |
| 男女ノ川 | 3    | 3    | 武藏山   | 4    | 14   | 倭岩     | 0    | 2    | 大和錦   | 1    | 1    |
| 山錦     | 3    | 5(1) | 吉野岩   | 1    | 0    | 吉野山   | 3    | 0    | 雷ノ峰   | 3    | 2    |
| 竜王山   | 0    | 2    | 両國     | 6    | 4    | 和歌嶋   | 10   | 6    | 若葉山   | 4    | 6    |
| 若常陸   | 3    | 2    |          |      |      |          |      |      |          |      |      |